# 東京都立永山高等学校
東京都立永山高等学校（とうきょうとりつ ながやまこうとうがっこう）は、東京都多摩市永山五丁目にある都立高等学校である。

## 概要
多摩ニュータウン内初の都立高校として創立。創立からしばらくは、新鋭の進学校であったが、美濃部都政下の学区制により、進学実績を徐々に落としていった。
吹奏楽部の活動が知られ、一時期、全国大会の常連校であり、金賞の受賞歴もある。女子バレーボール部も都内の強豪校であった。
現在は「茶髪禁止」「面接に強くなる」「部活動重視」を掲げた校内改革を実施している。2010年度より、英語と数学で基礎と応用に分かれた土曜日補習を開始した。

## 沿革
- 1972年 - 開校。
- 2001年11月 - 創立30周年記念式典
- 2003年 - 多摩市立諏訪中学校、多摩市立貝取中学校、多摩市立多摩永山中学校との連携型中高一貫教育校となる。
- 2021年 - 新校舎が竣工。

## 設置学科
- 普通科

## 著名な出身者
- 蝶野正洋（プロレスラー）
- 佐伯直哉（元サッカー選手）
- 斎藤誠（ミュージシャン）
- 黒田雅之（第34代日本ライトフライ級チャンピオン）
- 井上潮音（サッカー選手）
- 北脇健慈（サッカー選手）
- 栗栖ゆきな (元タレント)
- 児玉潤（サッカー選手）
- 大塚智子 (声優)

## 交通
出典 : 
| 乗車駅                           | 系統       | 下車停留所            | 運行事業者 |
| -------------------------------- | ---------- | --------------------- | ---------- |
| 京王相模原線・小田急多摩線永山駅 | 永14・桜25 | 「永山高校」、徒歩3分 | ■京王バス  |
| 京王線聖蹟桜ヶ丘駅               | 桜23・桜24 | 「永山高校」、徒歩3分 | ■神奈中    |

- 永山駅から歩いた場合、約25分かかる[1]。